# Внутрішньосхемне програмування
Внутрішньосхе́мне програмува́ння (англ. In-System Programming (ISP) або In-Circuit Programming (ICP)) — технологія, що дозволяє програмувати електронні компоненти (ПЛІС, мікроконтролери тощо), встановлені в пристрої, системі. До появи цієї технології компоненти програмувались перед встановленням, а для їхнього перепрограмування потрібно було виймати компонент з пристрою.
Головною перевагою даного типу програмування є можливість об'єднання процесу програмування та тестування на виробництві, що дозволяє виключити окрему фазу програмування. Крім того, це дає можливість внесення оперативних змін без зупинки процесу виробництва, що суттєво знижує собівартість самого виробництва.
Мікросхеми з можливістю внутрішньосхемного програмування зазвичай мають вбудовану схему генерації напруги, необхідної для програмування та схему для комунікації з програматором через послідовний інтерфейс. Переважна більшість мікросхем використовують протоколи JTAG, SPI, I2C та ін.